# Pacuvia
Pacuvia är ett släkte av skalbaggar. Pacuvia ingår i familjen Melolonthidae.
Kladogram enligt Catalogue of Life:
| Pacuvia | \| \| Pacuvia castanea \| \| \| \| \| \| Pacuvia philippiana \| \| \| \| |
|         | \| \| Pacuvia castanea \| \| \| \| \| \| Pacuvia philippiana \| \| \| \| |
|         | Pacuvia castanea                                                         |
|         |                                                                          |
|         | Pacuvia philippiana                                                      |
|         |                                                                          |